# Cliff Williams
Cliff Williams sz. Clifford Williams (1949. december 14. –) angol basszusgitáros, vokalista, az AC/DC tagja 1977-től 2016-ig, majd 2020-tól.

## Korai évek
A család 1961-ben a Liverpool melletti Hoylake-be költözött a könnyebb megélhetés reményében. Cliff itt ismerkedett meg a Merseybeat zenekarral, mely a beat stílusnak volt az előfutára. E zenei irányzat mély benyomást tett az akkor 12 éves fiúra, így elhatározta, hogy ha felnő zenész lesz.
Cliff 13 évesen alapította meg első zenekarát, stílusukat a Rolling Stones, a The Kings és Bo Diddley határozta meg. Basszusgitározni jóformán egyedül tanult meg kedvenc zenekarainak szerzeményei meghallgatása után, bár vett néhány órát egy liverpooli basszusgitárostól. 16 évesen felhagyott tanulmányaival és esténként zenészként kereste a kenyérre valót.

## Home, Bandit
1966-ban, a zenész Londonba költözött, ahol kezdetben bontási munkákat vállalt, valamint szupermarketekben és kérészéletű zenekarokban végzett munkák révén tartotta el magát. 1970-ben csatlakozott a Home zenekarhoz. A csapat az Epic Records kiadóval kötött egyezséget egy kislemez megjelentetésére, mely  Pause for a Hoarse Horse néven látott napvilágot 1971-ben.
A Home második, The Alchemist című lemeze két évvel később, 1973-ban került az üzletek polcaira, ám a várva várt áttörés elmaradt, az együttes még abban az évben feloszlott.
Cliff 1974-ben saját zenekar alapítása mellett döntött 1974-ben Bandit néven. 1977-ben megjelentették saját magukról elnevezett stúdiólemezüket.

## AC/DC
1977-ben feloszlott a Bandit, Jimmy Litherland gitáros azonban azt javasolta Cliffnek, hogy próbáljon szerencsét az ausztrál AC/DC-nél, akik éppen meghallgatást tartottak. A zenekar éppen basszusgitárost keresett, miután 1977-ben megjelent Let There Be Rock című nagylemezük megjelentetése után távozott a posztot korábban betöltő Mark Evans. 
Az első jammelésre (jelentése: egyfajta improvizálás, amikor egy zenekar összejön és kötetlenül játszanak mondjuk egy próbán, de akár koncerten is, alapulhat már megírt számokon is, képzett zenészek esetében örömzenélés) 1977 májusában került sor, amivel meggyőzte a zenekar tagjait, és mellette döntöttek. (Érdekesség, hogy Angus Young akkoriban kijelentette, hogy részben az motiválta őket, hogy Cliff jó külsejű fiatalember volt és azt gondolták, sok hölgyet vonz majd a zenész a csapathoz).  Az AC/DC immár Williamsszel kiegészülve népszerűsítette a nem sokkal korábban megjelent Let There Be Rock című lemezt a turnén.
A zenekar első stúdióalbuma, amely vele készült, az 1978-ban megjelent Powerage volt. 
Cliff Williams 38 évig, 2016-os visszavonulásáig volt tagja a zenekarnak, 12 stúdióalbum, két koncert- és két válogatásalbumon, számos turnén vett részt. A zenekar tagjait  2003-ban beiktatták a Rock & Roll Hírességek Csarnokába.

## Visszavonulása
2016. július elején bejelentette, hogy a Rock or Bust turné után visszavonul. Ez azt jelentette, hogy a dalszerző és gitáros Malcolm Young, a dobos Phil Rudd és az énekes, Brian Johnson után immáron a negyedik alapemberét veszítette el az ausztrál rockbanda. Utolsó koncertje a zenekarral 2016 szeptember 20-án volt Philadelphiaban. Előtte júniusban egy interjúban megerősítette elhatározását:
 „Itt az idő, hogy eltűnjek, ez minden. Nem azért, mert elvesztettük Briant, Philt és Malcolmot, bár minden változik, amikor  ilyenek történnek. Amikor például Bon meghalt, akkor is változtak a dolgok, de most nem ezért döntöttem így. Lelépek erről az útról, és teszem, amit tennem kell. A turnék között tartottunk többéves szüneteket, szóval tudom, mit teszek. Boldog vagyok, és most már eljött a család ideje, le kell nyugodni és ezt az életet abbahagyni. Nem is kaphattam volna többet, mint ezzel a bandával együtt zenélni.”
2020 őszén azonban Willams visszatért a csapatba.

## Diszkográfia
Home
- Pause for a Hoarse Horse (1971)
- Home (1972)
- The Alchemist (1973)
- Live BBC Sessions 1972-73 (2000) – válogatás élő felvételekből

Bandit
- Bandit (1977)

AC/DC
- Powerage (1978)
- If You Want Blood (1978) – koncertfelvétel
- Highway to Hell (1979)
- Back in Black (1980)
- For Those About to Rock (1981)
- Flick of the Switch (1983)
- Fly on the Wall (1985)
- Who Made Who (1986) – válogatás
- Blow Up Your Video (1988)
- The Razors Edge (1990)
- Live (1992) – koncertfelvétel
- Ballbreaker (1995)
- Bonfire (1997) – válogatás box set
- Stiff Upper Lip (2000)
- Black Ice (2008)
- Rock or Bust (2014)